# ボション・レナード
ボション･レナード（Voshon Kelan Lenard、1973年5月14日 - ）は、アメリカ合衆国・ミシガン州デトロイト出身のバスケットボール選手。NBAのマイアミ・ヒートなど4チームに所属した。身長193cm、体重97.5kg、ポジションはシューティングガード。

## 経歴

### 学生時代
ミネソタ大学のスター選手だったレナードは、1994年のNBAドラフトでミルウォーキー・バックスから全体で46位指名を受けた。しかし、バックスには入団せず、大学に戻り卒業までプレイを続けた。

### NBA
バックスはレナード獲得の権利を放棄しており、コンチネンタル・バスケットボール・アソシエーションからプロのキャリアをスタートした。1995年12月にヒートと契約しNBA入りするも、1年目は平均5.9得点と奮わなかった。2年目に入ると持ち前の高いシュート力を発揮し、3P%は4割を超え平均12.3得点を記録、3年目には81試合に先発で出場し平均12.6得点を記録した。
しかし4年目のプレシーズンに故障してしまい、ダン・マーリーにスターターを奪い返されてしまう。
2000年には、クリス・ギャトリングとの交換でデンバー・ナゲッツへ移籍した。ナゲッツには2002年まで在籍した。
2002年にフリーエージェントなったレナードは、トロント・ラプターズと契約、主にベンチからの出場で自己最高の平均14.3得点と活躍した。
2003-04シーズンはナゲッツに戻り、70試合に先発で出場、平均14.2得点を稼ぎチームのプレイオフ進出に貢献した。また、オールスターのスリーポイントコンテストに出場、プレドラグ・ストヤコヴィッチを破り優勝した。
その後は、2004-05シーズン開幕戦で、左アキレス腱を断裂したことにより欠場も増え、出場機会も減少していき、2005-06シーズンのトレードデッドライン直前に、ポートランド・トレイルブレイザーズへ放出された。
2006-07シーズンは、どこのNBAチームとも契約せず引退した。